# Laphria notabilis
Laphria notabilis är en tvåvingeart som beskrevs av Walker 1857. Laphria notabilis ingår i släktet Laphria och familjen rovflugor. Inga underarter finns listade i Catalogue of Life.